# Thuần Dĩnh
Thuần Dĩnh (tiếng Mãn: ᡧᡠᠸᡝᠨᡳᠩ, Möllendorff: šuwening, chữ Hán: 淳穎 hay 淳頴; 18 tháng 10 năm 1761 – 22 tháng 12 năm 1800), hiệu Ngọc Doanh Chủ nhân (玉盈主人), đình danh Hư Bạch đình (虚白亭), thất danh Thân Vân thất (身云室), là một hoàng thân của nhà Thanh trong lịch sử Trung Quốc, người thừa kế 1 trong 12 tước vị Thiết mạo tử vương.

## Cuộc đời
Thuần Dĩnh sinh vào giờ Hợi, ngày 21 tháng 9 (âm lịch) năm Càn Long thứ 26 (1761), trong gia tộc Ái Tân Giác La. Ông là con trai thứ ba của Truy phong Duệ Khác Thân vương Như Tùng, hậu duệ của Đa Nhĩ Bác – con thừa tự của Duệ Trung Thân vương Đa Nhĩ Cổn. Mẹ ông là Đích Phúc tấn Đông Giai thị (佟佳氏).
Năm Càn Long thứ 36 (1771), ông được phong làm Phụ quốc công. Năm thứ 43 (1778), Càn Long Đế ca ngợi công lao khai quốc của Đa Nhĩ Cổn và cho phục vị Duệ Thân vương, ban thụy hiệu "Trung" (忠), được phối thờ Thái Miếu, từ đó tước vị sẽ được thế tập võng thế. Càn Long Đế hạ chỉ lệnh cho ông tập tước Duệ Thân vương đời thứ 7, ngoài ra còn truy phong các đời tổ tiên ông, gồm Đa Nhĩ Bác, Tô Nhĩ Phát, Tắc Lặc, Công Nghi Bố và Như Tùng làm Duệ Thân vương.
Năm thứ 49 (1784), tháng 5, quản lý Chính Hồng kỳ Giác La học. Năm thứ 51 (1786), tháng 4, nhậm Tông Nhân phủ Tông lệnh (宗令). Tháng 11 cùng năm, nhậm Ngọc Điệp quán Phó Tổng tài. Năm thứ 57 (1792), tháng 4, nhậm Đô thống Hán quân Chính Hoàng kỳ. Năm thứ 59 (1794), tháng 4, nhậm Chính Hoàng kỳ Lĩnh thị vệ Nội đại thần, sau đó thụ Tông Nhân phủ Tả Tông chính (左宗正).
Năm Gia Khánh thứ 2 (1797), tháng 12, điều làm Đô thống Mãn Châu Tương Hồng kỳ. Năm thứ 4 (1799), tháng 5, quản lý sự vụ Lý phiên viện. Sau đó nhậm Ngự tiền Đại thần rồi Đô thống Mãn Châu Chính Hoàng kỳ. Năm thứ 5 (1800), ngày 7 tháng 11 (âm lịch), giờ Tỵ, ông qua đời, thọ 40 tuổi, được triều đình truy thụy Duệ Cung Thân vương (睿恭親王).

## Gia quyến

### Thê thiếp
- Đích Phúc tấn: Phú Sát thị (富察氏), con gái của Đại học sĩ Phó Hằng.
- Trắc Phúc tấn: 
  - Lý Giai thị (李佳氏), con gái của Lý Tề (李齊).
  - Quách Giai thị (郭佳氏), con gái của Quách Phúc (郭福).
  - Nữu Hỗ Lộc thị (钮祜禄氏), con gái của Nhất đẳng Thị vệ Hòa Bổng Ngạch (和琫額).

### Con trai
1. Bảo Ân (寶恩; 1777 – 1802), mẹ là Đích Phúc tấn Phú Sát thị. Năm 1800 được thế tập tước vị Duệ Thân vương. Sau khi qua đời được truy thụy Duệ Thận Thân vương (睿慎親王). Vô tự.
2. Hi Ân (禧恩; 1784 – 1852), mẹ là Trắc Phúc tấn Lý Giai thị. Được phong làm Trấn quốc Tướng quân kiêm Đại học sĩ (大学士). Có mười một con trai.
3. Huệ Ân (惠恩; 1787 – 1872), mẹ là Trắc Phúc tấn Quách Giai thị. Được phong làm Trấn quốc Tướng quân kiêm Tam đẳng Thị vệ. Có ba con trai.
4. Đoan Ân (端恩; 1788 – 1826), mẹ là Đích Phúc tấn Phú Sát thị. Năm 1802 được thế tập tước vị Duệ Thân vương. Sau khi qua đời được truy thụy Duệ Cần Thân vương (睿勤親王). Có ba con trai.
5. Quý Ân (贵恩; 1789 – 1792), mẹ là Trắc Phúc tấn Lý Giai thị. Chết yểu.
6. Dụ Ân (裕恩; 1790 – 1845), mẹ là Trắc Phúc tấn Nữu Hỗ Lộc thị. Được phong làm Trấn quốc Tướng quân kiêm Đô thống (都统). Vô tự.
7. Tu Ân (修恩; 1792 – 1802), mẹ là Trắc Phúc tấn Lý Giai thị. Chết yểu.
8. Cát Ân (吉恩; 1793 – 1868), mẹ là Trắc Phúc tấn Nữu Hỗ Lộc thị. Được phong làm Trấn quốc Tướng quân. Có một con trai.
9. Khiêm Ân (谦恩; 1796 – 1857), mẹ là Trắc Phúc tấn Nữu Hỗ Lộc thị. Được phong làm Trấn quốc Tướng quân kiêm Đầu đẳng Thị vệ. Có một con trai và một con trai thừa tự.